# Ca l'Arau (Sallent)
Ca l'Arau és un edifici del municipi de Sallent (Bages), d'estil modernista, inclòs en l'Inventari del Patrimoni Arquitectònic de Catalunya. És obra de l'arquitecte Alexandre Soler i March.

## Descripció
És una casa representativa d'una família de fabricants de teixits. Consta d'una planta baixa i un pis amb golfes. La façana és de pedra picada en els marcs de les obertures i en les cornises, amb un sòcol de pedra tallada encoixinada, sobre el sòcol s'estén un fris de ceràmica vidriada de color verd amb motius vegetals en relleu. La porta i les finestres tenen una decoració que recorda la dels capitells corintis. El balcó del primer pis té l'accés per tres arcades neogòtiques. La barana del balcó també ho era, però fou substituïda per una altra. La resta de la façana està arrebossada imitant la pedra picada. Una torre sobresurt en el xamfrà sobrepassant la teulada.

## Història
El lloc on s'aixeca l'edifici estava urbanitzat abans del segle xiv. La casa s'edificà de segle XX per la família Arau fabricants de teixits i tintorers de la vila, però actualment ja no hi viuen. L'edifici fou adquirit per l'empresari sallentí Enric Deseuras, afecionat al col·leccionisme i les antiguitats, el qual l'havia anat restaurant amb molta cura.